# Tribus
Tribus (lat. = pleme) u biološkoj sistematici označava grupu životinja ili biljaka iznad razine roda, a ispod potporodice. Tribus obuhvaća više blisko srodnih rodova u zajedničku skupinu.
Znanstveno ime jednog tribusa u zoologiji završava na "-ini", a u botanici na "-eae".